# Els increïbles
Els increïbles (títol original en anglès The Incredibles) és una pel·lícula estatunidenca de 2004, la sisena animada dels Pixar Animation Studios, i la primera amb un repartiment totalment compost per personatges humans. Va guanyar l'Oscar a la millor pel·lícula d'animació i al millor edició de so.
Va ser escrita i va dirigida per Brad Bird, director de capítols de The Simpsons i més conegut per haver dirigit la pel·lícula d'animació The Iron Giant. Inicialment va ser concebuda com una pel·lícula d'animació convencional per a la companyia Warner Bros, però aquesta va clausurar la seva divisió d'animació. Brad Bird va ser contractat llavors per Pixar per desenvolupar el projecte amb ells.
Ha estat doblada al català.

## Argument
La història comença amb tres superherois, Mr. Increïble (Bob Parr), la superheroïna Elastigirl (Helen Parr) i Frozono (Lucius Best) en les seves dies de glòria, salvant al món fins i tot que Mr. Increïble va ser demandat per una persona que ell va salvar, argumentant aquest que no volia ser salvat; això va provocar una onada d'accions legals contra tots els superherois i tots ells van ser enviats a un retir forçós.
15 anys després, Bob Parr té una feina rutinari i avorrida en una companyia d'assegurances, amb un cap insuportable. Bob treballa per mantenir la seva encantadora família, composta per la seva esposa Helen (Elastigirl) i pels seus tres fills Jack-Jack, Violet i Dash.
Furiós amb el seu treball i amb el seu insuportable cap, Bob el colpeja, deixant-li aquest sense ocupació. Llavors Bob rep una proposta per treballar de superheroi per part d'una misteriosa i seductora dona anomenada Mirage i aquest no dubta d'acceptar la seva oferta. Però no s'imagina que es tracta d'una trampa preparada pel dolent Syndrome, un antic exadmirador de Mr. Increïble que va voler ser el seu ajudant però va ser rebutjat, per la qual cosa ara busca revenja. Per fortuna la seva família acudeix en la seva ajuda i junts tractaran d'impedir que Syndrome faci realitat el seu malvat pla.
En aquesta expedició els diferents herois aprenen a usar els seus poders per madurar i trobar el seu lloc, de manera que quan acaben poden compaginar les dues vides sense problema: una quotidiana en secret i una altra on exerceixen la seva missió protectora.

## Personatges
Helen Parr (Elastigirl): és l'esposa de Mr. Increïble, també conegut com a Bob Parr. Es presenta com una superheroïna flexible que és capaç d'estirar-se fins a 30 m. Més endavant, es casa amb Mr. Increïble, prenent el seu cognom, i tenint tres fills: Violeta, Dash i Jack-Jack. Elastigirl com a dona de casa té un enginy agut i té cura del benestar de la família, evitant a més que ningú no descobreixi que són superherois. Com a heroïna, sempre aconsegueix mantenir-se calmada encara quan hi ha perill. Té el cabell castany vermellós i els ulls color cafè, és de constitució prima i ampla de malucs. Les seves corbes es tornen més robustes durant els seus 15 anys d'inactivitat forçada.
Mirage: és l'assistent de Síndrome. Enganya a Mr. Increïble perquè faci un treball per al seu cap que implica lluitar amb un robot de batalla, l'Omniroid 9000, que va ser específicament dissenyat per matar-lo. Mirage va servir d'enllaç entre Mr. Increïble i Síndrome, evitant que el primer sabés la identitat del seu cap. Mirage mostra coneixements avançats en computació i espionatge. El seu color de cabell és ros platí.
Frozono: és un superheroi retirat amic de Bob Parr. El seu poder és crear gel a partir de la humitat de l'ambient. Es va adaptar amb facilitat a la seva nova vida quan els superherois van quedar prohibits. Es va casar amb una dona normal.

## Repartiment
| Personatge                  | Veu en anglès             | Veu en català        |
| --------------------------- | ------------------------- | -------------------- |
| Bob Parr (Senyor Increïble) | Craig T. Nelson           | Ramon Canals         |
| Bomb Voyage                 | Dominique Louis           | Xavier Cassan        |
| Dash Parr                   | Spencer Fox               | Andrés Arahuete      |
| Director                    | Wayne Canney              | Mark Ullod           |
| Edna Moda                   | Brad Bird                 | Pep Anton Muñoz      |
| Helen Parr (Elastigirl)     | Holly Hunter              | Núria Mediavilla     |
| Frozó                       | Samuel L. Jackson         | José Luis Mediavilla |
| Huph                        | Wallace Shawn             | Eduard Lluís Muntada |
| Jack-Jack Parr              | Eli Fucile, Maeve Andrews | Paula Hernández      |
| Kari                        | Bret Parker               | Isabel Valls         |
| Kropp                       | Lou Romano                | Gal Soler            |
| Locudor                     | Teddy Newton              | Eduard Itchart       |
| Mirage                      | Elizabeth Peña            | Alba Solá            |
| Nena                        | Kimberly Adair Clark      | Cristina Mauri       |
| Rick Dicker                 | Bud Luckey                | Joaquín Díaz         |
| Síndrome                    | Jason Lee                 | Claudi Domingo       |
| Senyora Hogenson            | Jean Sincere              | Marta Martorell      |
| Vil-Minador                 | John Ratzenberger         | Mark Ullod           |
| Tony Rydinger               | Michael Bird              | José A. Torrabadella |
| Violet Parr                 | Sarah Vowell              | Paula Ribó           |

## Banda sonora
Aquesta és la primera pel·lícula en què participa el compositor Michael Giacchino. Brad Bird buscava un so específic que evoqués l'estètica del film: la perspectiva que la societat tenia del futur als anys 1960. La seva primera elecció fou John Barry. De fet, van incloure una nova versió del tema que havia compost per 007 Al servei secret de Sa Majestat (1969) en un dels avançaments de Els Increïbles. Tot i això, el compositor no volia repetir el so d'algunes de les seves bandes sonores anteriors, així que la seva elecció final va ser la de Giacchino. Com que Bird volia representar musicalment una època antiga, el procés de composició va ser diferent del contemporani; Dan Wallin, enginyer de gravació de l'equip, va suggerir a Bird de gravar la banda sonora en cintes analògiques i utilitzar instruments de metall, ja que aquests sonaven millor en un equip analògic que en un equip digital. Més tard Giacchino comentaria que "Wallin venia d'una època en què la música es gravava de forma correcta [...en què tots] tocaven els instruments i s'alimentaven de l'energia de tots". Posteriorment, Tim Simonec va ser contractat per fer-se càrrec de l'orquestració del material.
La banda sonora es va començar a comercialitzar a partir del 2 de novembre de 2004, tres dies abans de l'estrena de la pel·lícula. Aquesta va rebre diversos premis com a "millor banda sonora", entre els quals figuren el Los Angeles Film Critics Association Award, BMI Film & TV Award, ASCAP Film and Television Music Award, Annie Award, Las Vegas Film Critics Society Award i l'Online Film Critics Society Award; també va obtenir una nominació als Grammy Award for Best Score Soundtrack for Visual Media, Satellite Award y Broadcast Film Critics Association Award.